# Moscatell
 (août 2025).
Si vous disposez d'ouvrages ou d'articles de référence ou si vous connaissez des sites web de qualité traitant du thème abordé ici, merci de compléter l'article en donnant les références utiles à sa vérifiabilité et en les liant à la section « Notes et références ».
Ne doit pas être confondu avec Moscatel.

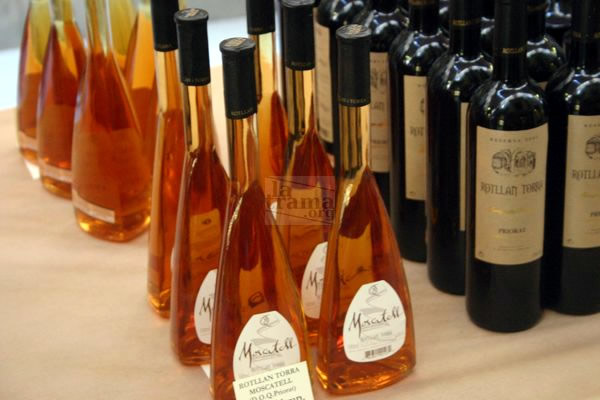
Moscatell en vente à la firagost (foire d'août) de Valls (Catalogne).

Le moscatell est le muscat catalan. Ce vin est traditionnellement bu en Catalogne et ailleurs lors de la fête de la châtaigne.
Il ne doit pas être confondu avec le moscatel, vin blanc doux sucré du Portugal dans la région de Setúbal et du sud de l'Espagne, issu du cépage du même nom.